# Ferrari
|  | Per a altres significats, vegeu «Ferrari (desambiguació)». |

Ferrari és una companyia italiana, fabricant d'automòbils de competició i esportius d'altes prestacions, fundada per Enzo Anestesio Ferrari el 1929. Originalment, la Scuderia Ferrari patrocinava pilots i automòbils de curses. La companyia va començar a produir automòbils en sèrie l'any 1946. Es va convertir en Ferrari S.p.A. quan a la dècada dels 70 el Grup Fiat entrà a formar part del consell d'administració i es va fer accionista de l'empresa.
El símbol de Ferrari, el famós Cavallino Rampante, fou l'amulet que duia el pilot Francesco Baracca –gran amic de l'Enzo Ferrari– en morir a la primera guerra mundial. La mare del pilot va donar l'amulet a l'Enzo Ferrari perquè li donés sort.
Actualment (2021) els principals accionistes són: Exor N.V. (22,91%) Piero Ferrari (10,00%) i la resta (67,09%) cotitza en borsa. La companyia té la seu a Maranello, prop de Mòdena.

## Història

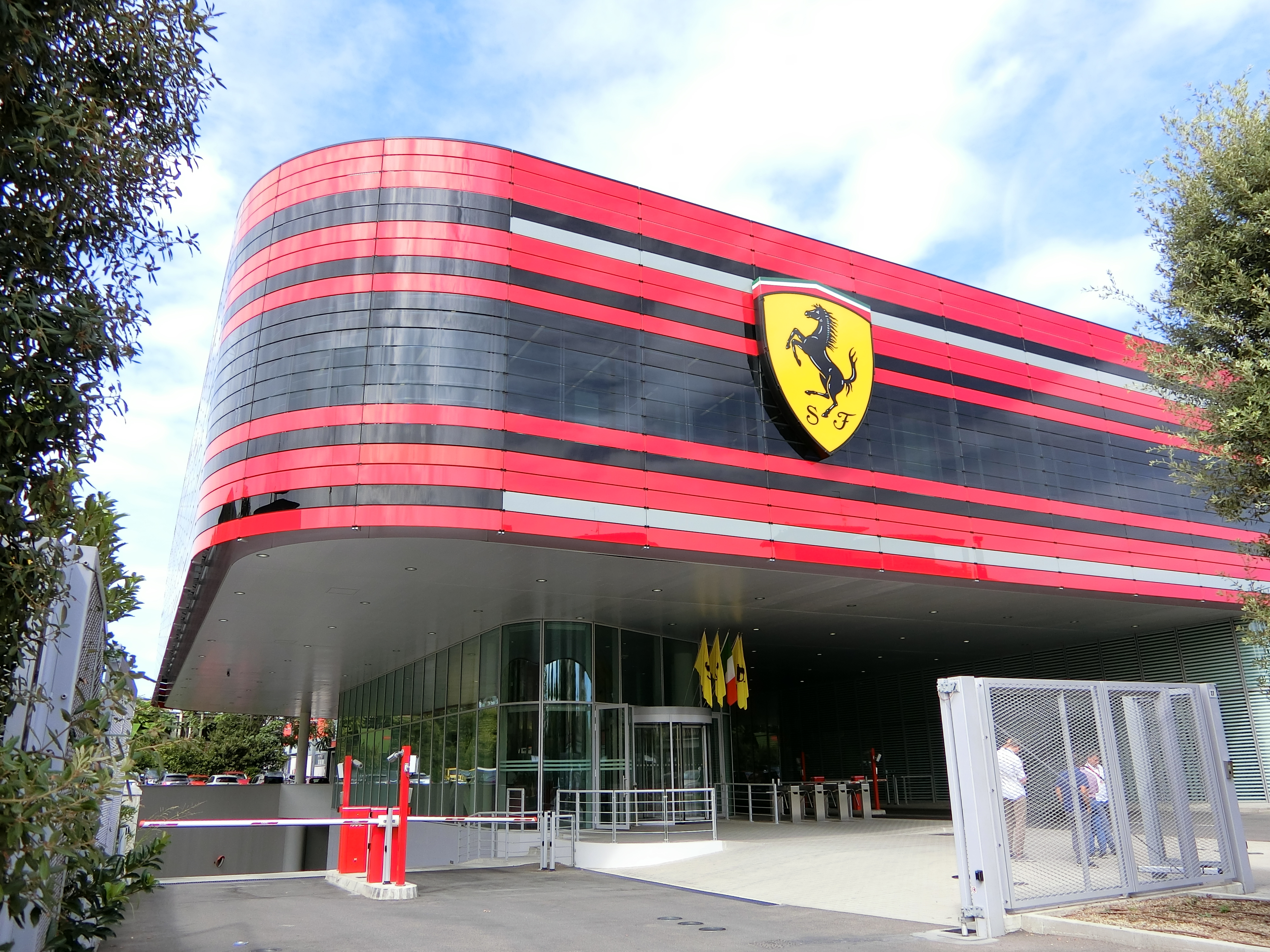
Entrada de la fàbrica Ferrari

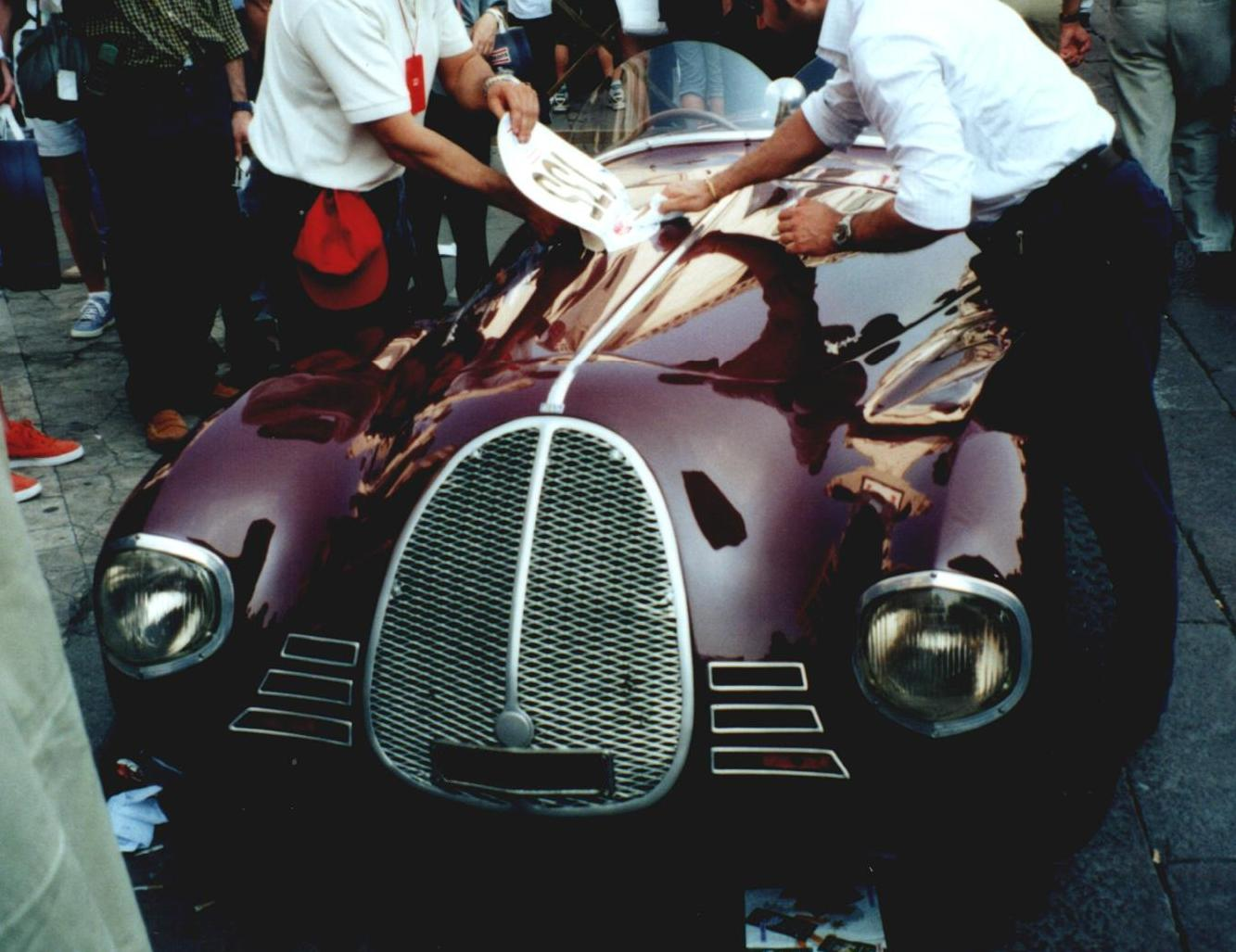
Avio Costruzioni 815

El fundador d'aquesta marca, Enzo Ferrari, mai va pensar a produir automòbils de carrer quan, el 1929, va formar la Scuderia Ferrari, per patrocinar pilots aficionats de Mòdena. Ferrari va entrenar diversos pilots i va competir amb èxit amb automòbils Alfa Romeo. El 1940, després d'assabentar-se dels plans de la companyia per absorbir la seva estimada Scuderia i prendre control del seu treball en la competició, va abandonar l'Alfa. Atès que tenia prohibit per contracte competir durant uns quants anys, la Scuderia es va convertir breument a Auto Avio Costruzioni Ferrari, que aparentment fabricava maquinària i accessoris per a avions. El 1947 la construcció de vehicles esdevé la principal activitat. El primer cotxe construït en només dues exemplars va ser l'Auto Avio Costruzioni 815, el 1940. El segon –de nou en només dos exemplars, a causa de la Segona Guerra Mundial en 1947– és el Ferrari 125 S, dirigit per Franco Cortese, pilot de Ferrari, en la primera prova. Aquest és el primer cotxe a portar el nom de Ferrari, ja que en contra de la voluntat d'Enzo Ferrari, les clàusules contractuals que l'unien a Alfa Romeo –on va ser prèviament director del departament d'Alfa Corse– li impedien fins al 1942 utilitzar el seu nom en els cotxes que creava. El 1957, l'Auto Avio Costruzioni Ferrari va canviar el seu nom d'Auto a SEFAC (Les empreses financeres i les fàbriques Racing Cars) Ltd, el 26 maig de 1960 i Ferrari SpA, el 1965.
Per poder fer front a una demanda creixent, l'empresa va vendre una participaci de 50% de les accions a Fiat, i va prendre el nom de Ferrari S.p.a. A la mort d'Enzo Ferrari eln 1988 Fiat obté 90 de les accions passen i la resta, del fill de Piero Lardi Ferrari, qui es manté en l'equip corporatiu com a vicepresident. El 2006, Piero va vendre una participació del 5% al promotor de Ferrari World Abu Dhabi. L'octubre de 2014, Fiat Chrysler Automobiles (FCA), que posseïa el 90% de Ferrari, va anunciar les seves intencions de separar Ferrari S.p.A. de FCA amb la sortida a borsa del 10% de les accions i la resta, distribuïda entre els accionistes de FCA.
El 2017 es va inaugurar entre Salou i Vila-seca el segon parc temàtic dedicat a la companyia, Ferrari Land, com a complement al parc mare PortAventura Park, i que inclou la muntanya russa més alta d'Europa: Red Force.

## Competició
La verdadera passió de l'Enzo Ferrari, malgrat la seva extensa carrera amb cotxes de carrer, va ser sempre la competició automobilística. La seva Scuderia va començar com a patrocinador independent per a pilots de diverses marques, però aviat va passar a formar part de l'equip de curses de l'Alfa Romeo. Després del llançament del Ferrari Enzo dall'Alfa, va començar a dissenyar i produir vehicles per compte propi. L'equip Ferrari va aparèixer per primera vegada a l'escenari del Gran Premi d'Europa després de la Segona Guerra Mundial. El primer monoplaça construït el "125", va debutar al Gran Premi d'Itàlia el 5 de setembre de 1948 a Torí, pilotat pel francès Raymond Sommer que es va qualificar en tercer lloc, darrere de Wimille (Alfa Romeo) i Villoresi Maserati.
La Scuderia Ferrari es va unir al Campionat del Món de Fórmula 1 el primer any d'existència, el 1950. Va fer el seu debut al Gran Premi de Mònaco. José Froilán González li va donar a l'equip la seva primera victòria al British Grand Prix de 1951. Alberto Ascari va guanyar el primer títol de campió World Championship de Ferrari, l'any següent. Ferrari és, fins ara, l'únic equip que ha participat en totes les edicions del Mundial de Fórmula 1 i, en especial, és el que té el nombre més gran d'èxits, ja que té el rècord de 15 títols de pilots del Campionat del Món (que es van obtenir el 1952, 1953, 1956, 1958, 1961, 1964, 1975, 1977, 1979, 2000, 2001, 2002, 2003, 2004 i el 2007), i un rècord de 16 campionats del món de constructors (el 1961, 1964, 1975, 1976, 1977, 1979, 1982, 1983, 1999, 2000, 2001, 2002, 2003, 2004, 2007 i el 2008).
Entre els famosos pilots que han competit per a la «Rossa» destaquen: Tazio Nuvolari, Juan Manuel Fangio, Alberto Ascari, Phil Hill, Mike Hawthorn, John Surtees, Clay Regazzoni, Niki Lauda, Jody Scheckter, Gilles Villeneuve, Didier Pironi, Alain Prost, Nigel Mansell, Michael Schumacher, Gerhard Berger, Jean Alesi, Felipe Massa, Kimi Raikkonen i Fernando Alonso. El 14 de gener del 2007, l'empresa va presentar el F2007, el seu 53è, el primer des de l'era Schumacher. El 18 de març a Melbourne, amb Kimi Raikkonen, Ferrari va començar la temporada 2007 amb una victòria. El 21 d'octubre a San Paolo, el Ferrari va guanyar el seu 15è títol del campionat del món amb Kimi Raikkonen.

## Elcavallino rampante

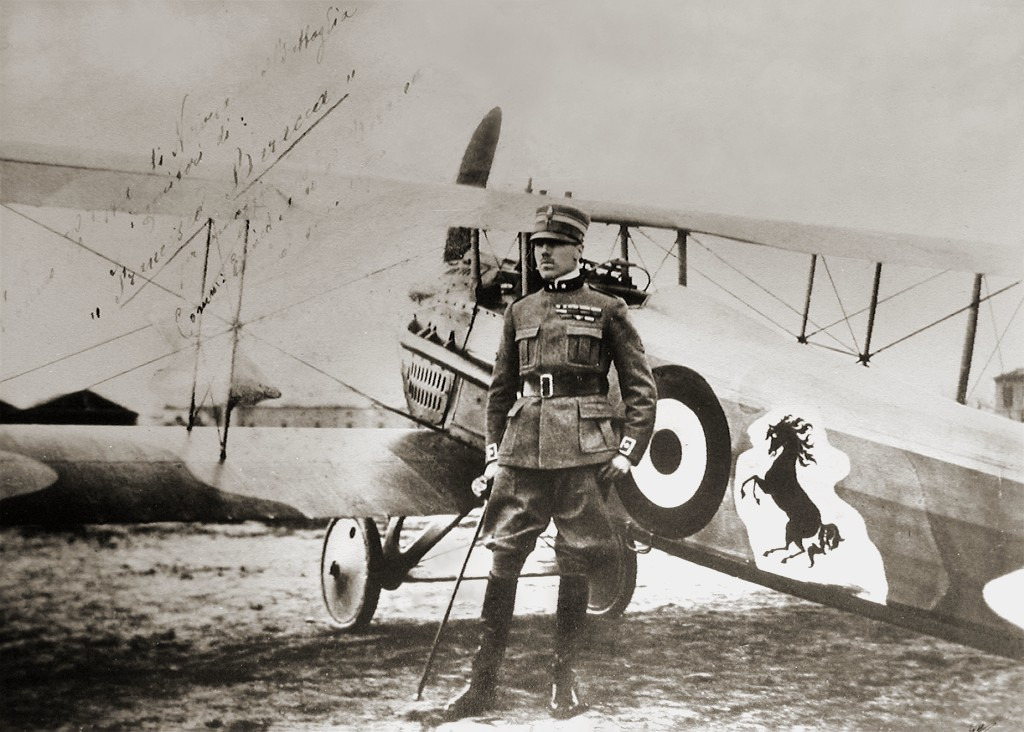
Francesco Baracca

La marca Ferrari és famosa arreu del món, es tracta del cavall negre encabritat sobre un camp groc, amb el fons de les lletres SF de Scuderia Ferrari amb tres franges: una verda, una blanca i una altra vermella, que corresponen als colors de la bandera italiana, a la part superior. Aquest és el logo que s'aplica en totes les actuacions de carrera i és recolzat directament per l'equip. El 17 de juny de 1923, Enzo Ferrari va guanyar una carrera al circuit Savio de Ravenna, on va conèixer la comtessa Paolina, mare del comte Francesco Baracca, un as de la força aèria italiana i heroi nacional de la Primera Guerra Mundial que va pintar un cavall al costat dels seus avions. La comtessa va demanar a l'Enzo l'ús d'aquest cavall en els seus cotxes, suggerint que li portaria bona sort. L'original cavallino rampante a l'avió de Baracca va ser pintada en vermell en forma de núvol blanc, però Ferrari va decidir que el cavall hauria de negre (per haver estat pintat com un signe de dolor en els avions esquadró de Baracca, després de la mort del pilot en l'acció) i va afegir un fons groc canari, ja que és el color de la ciutat de Mòdena, la seva ciutat natal. El cavall de Ferrari va ser, des del principi, molt diferent del cavall Baracca en la majoria dels detalls, el més notable és la cua, ja que en la versió original de Baracca es troba apuntant cap avall.

## Models
Els cotxes destaquen pel seu estil refinat. Les creacions d'arquitectes i dissenyadors de renom, com ara Pininfarina i Giugiaro, han estat durant molt de temps objecte de desig per als rics i els joves de tot el món, particularment als Estats Units, però també en els nous mercats d'Orient i Occident. Altres dissenyadors i fabricants que treballen per a Ferrari en els últims anys són Scaglietti, Bertone i Vignale. Els motors s'utilitzen principalment en els cotxes de Ferrari V8 i V12.
El Ferrari 250 GTO, produït entre 1962 i 1964 específicament per a la competició en el Grup 3 de la Fédération Internationale de l'Automobile (FIA) de la categoria Gran Turismes, va ser qualificat per la revista Motor Trend Classic com a número 1 en la seva llista dels «Grans Ferraris de tots els temps». De 1968 a 1973 es va produir el Ferrari 365 GTB/4, conegut com Daytona després de guanyar el 1967 els tres primers llocs de les 24 hores de Daytona. Quan es va llençar el Ferrari F40, el darrer supervisat per Enzo Ferrari i en producció entre 1987 i 1992, tenia la major potència que la marca mai havia fet. El Ferrari 308 GTS vermell que va arribar a ser un personatge més de Magnum, P.I. i el Ferrari Testarossa, dissenyat per Pininfarina i en producció entre 1984 i 1996 que fou un dels protagonistes de Miami Vice, van projectar la marca gran públic.
El 2013 al Saló de l'Automòbil de Ginebra es va presentar «LaFerrari», un biplaça amb una carrosseria cupè de dues portes, equipat amb un motor central posterior longitudinal i tracció al darrere. Va ser el primer híbrid de la marca. És el successor del Ferrari Enzo, i se'n van fabricar 499 exemplars.
L'any 2015 es va presentar un nou model de Ferrari dissenyat per Adriano Raeli amb el nom de FerrariF80on, que es caracteritza pel fet que amb el motor i el sistema KERS es combinen per a obtenir una potència de 1.200 cavalls. El pes estimat és de 800 kg, que li dona la capacitat d'accelerar de 0 a 100 en 2,2 segons.

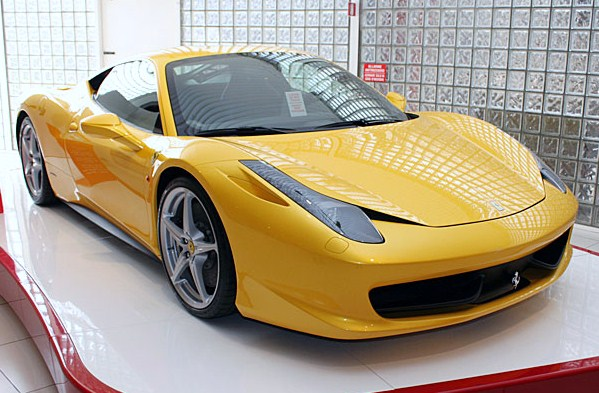
Ferrari 458 itàlia

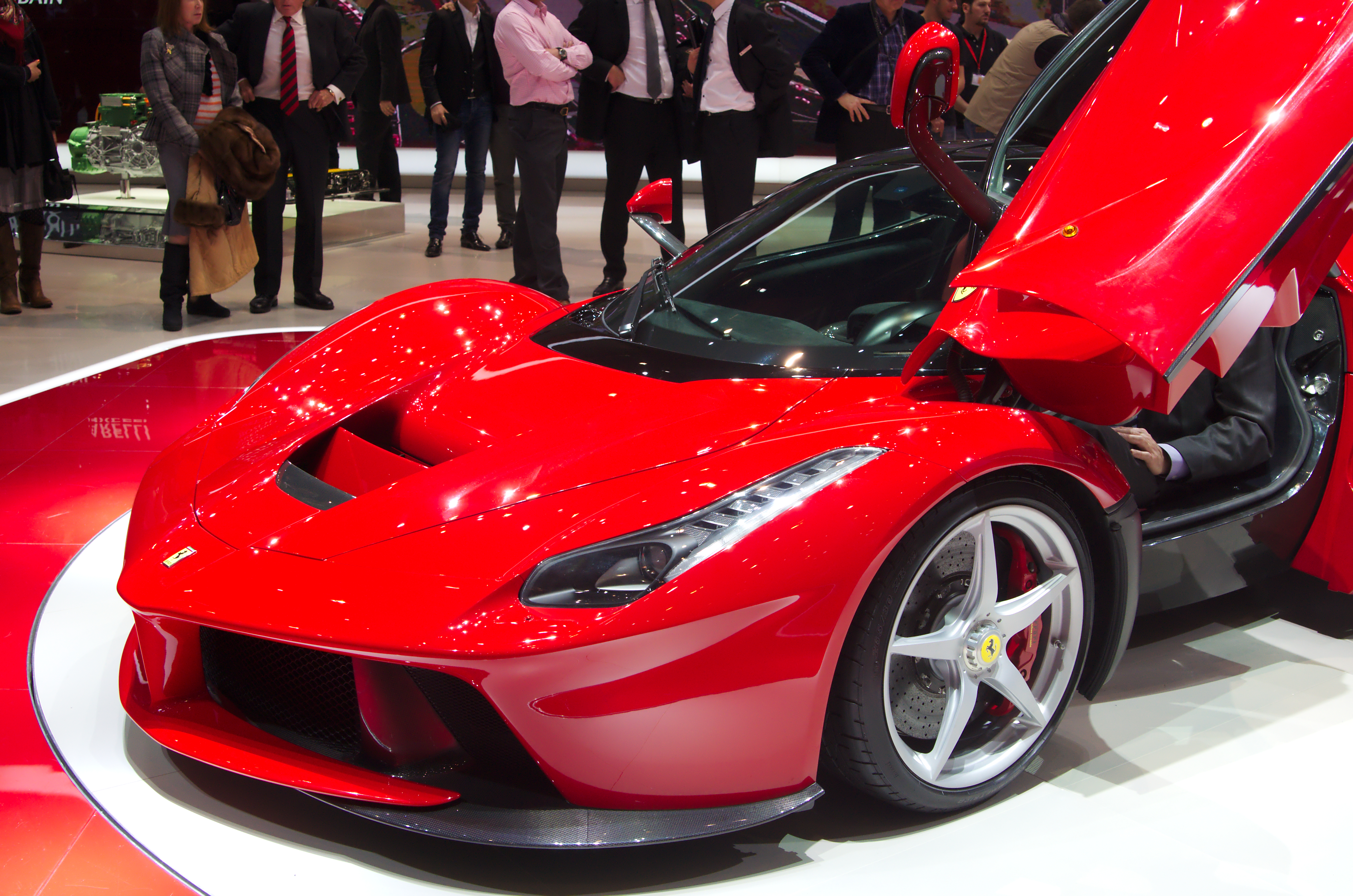
Ferrari LaFerrari

### Models de carrer

#### Actuals (2021)
- Ferrari F8 Tributo
- Ferrari F8 Spider
- Ferrari Portofino
- Ferrari 812 Superfast
- Ferrari 812 GTS
- Ferrari 812 Competizione
- Ferrari 812 Competizione A
- Ferrari SF90 Stradale
- Ferrari SF90 Spider
- Ferrari Roma

#### Anteriors
- 166 Inter (1948)
- 340 Amèrica (1951)
- 195 Inter (1951)
- 212 Inter (1951)
- 342 Amèrica (1952)
- 735 S (1953)
- 250 Europa (1953)
- 500 Mondial (1953)
- 375 Amèrica (1953)
- 250 GT - GT Spider (1954)
- 750 Monza - 250 Monza (1954)
- 410 SA (Superamerica) (1956)
- 860 Monza (1956)
- 400 Testa Rossa (1956)
- Dino 156 F2 (1957)
- 250 GT California (1957)
- 412 MI (1958)
- 250 GT Cabriolet (1959)
- 400 SA (Superamerica) (1960)
- 250 GT 2+2 (1960)
- 250 GT Berlinetta Lusso (1962)
- 330 GT 2+2 (1964)
- 500 Superfast (1964)
- 275 GTB (1964)
- 275 GTS (1964)
- 330 GTC-GTS (1965)
- 330 GT 2+2 (1965)
- 365 California (1966)
- 365 P Special (1966)
- 365 GTC-GTS (1967)
- 365 GT 2+2 (1967)
- 365 GTB4-GTS4 (1968)
- 365 GTC4 (1971)
- Dino 246 GT/GTS (1972)
- 365 GT4 BB (1972)
- 365 GT4 2+2 (1972)
- Dino 308 GT4 (1974)
- 308 GTB (1975)
- 208 GT4 (1975)
- 400 Automatic-GT (1976)
- 512 Berlinetta Boxer
- 308 GTS
- Mondial 8
- 208 GTB-GTS
- 512 i BB
- 208 GTB-GTS Turbo
- 308 GTB-GTS Quattrovalvole
- Mondial Cabriolet
- Testarossa
- Mondial 3.2 - 3.2 Cabrio
- 412
- 328 GTB-GTS
- GTB-GTS Turbo
- F40 (1987)
- 348 TB-TS
- Mondial T - T Cabriolet (1989)
- 512 TR (1991)
- 456 GT - GTA (1992-1998)
- F355 (1994)
- F512M (1994)
- F50 (1995)
- 550 Maranello (1996)
- F355 (1997)
- 456M GT/GTA (1998)
- Ferrari 550 Barchetta (2000)
- Ferrari 360 GT (2002)
- 360 Modena
- Ferrari 360 Spider
- 575M Maranello
- Ferrari Enzo (2002)
- Ferrari F430 (2004) (Successor del 360 Modena)
- Ferrari F430 Spyder (2005) (Successor del 360 Modena spider)
- Ferrari 612 Scaglietti (2006) (Successor del 456M GT)
- Ferrari Superamerica (2007)
- Ferrari 599 GTB Fiorano (2007) (Successor del 575 M Maranello)
- Ferrari 430 Scuderia M16 (2008) (celebració de les 16 copes de construtors guanyades en F1)
- Ferrari California (2009)
- Ferrari 458 Italia (Febrer del 2010) Successor del F430
- Ferrari 599 GTO (versió modificada del 599 GTB)
- Ferrari F80
- 458 Italia
- California
- LaFerrari
- 612 Scaglietti
- 599 GTB Fiorano
- 599 GTO

Edicions limitades i de Celebració
- Ferrari F430 Scuderia M16 - 16 copes de construtors guanyades en F1 - 499 Unitate 16
- Ferrari Enzo- 400 Unitats
- Ferrari F50 - 50 aniversari - 400 Unitats
- Ferrari F40 - 40 aniversari

Programa XX
(Programa exclusiu de Ferrari experimental de proves organitzades per Ferrari,
on els compradors són elegits per Ferrari i els carros romanen a la fàbrica de Ferrari a Mòdena.
"Les proves són organitzades per Ferrari en diversos circuits al voltant del món").
- Ferrari FXX 31 unitats
- Ferrari 599XX- 20 unitats (no confirmat)

### Models de competició

#### Gran Turisme
- 166 MM (1948)
- 166 S (1948)
- 195 S (1950)
- 212 Export (1951)
- 225 S (1952)
- 250 S (1952)
- 340 Mèxic-Mèxic Spider (1952)
- 250 MM (1952)
- 340/375 MM (1953)
- 375 MMs (1953)
- 250 GT SWB (1959)
- 250 GTO (1962)
- 330 LMB (1963)
- 275 GTB4 (1966)
- Dino 206 GT (1967)
- 288 GTO (1984)
- 348 Challenge (1993)
- F355 Challenge (1995)
- F50 GT (1996)
- 550 GTC (1998)
- 360 Challenge (2000)
- 360 GT (2002)
- 575 GTC (2003)
- 360 GTC (2004)
- F430 Challenge (2006)
- F430 GTC (2006)

#### Prototips
- 125 S (1947)
- 625 TF (1953)
- 375 Plus (1954)
- 735 LM (1955)
- 410 S (1955)
- 625 LM (1956)
- 290 MM (1956)
- 335 S (1957)
- 315 S (1957)
- Dino 206 P
- 250 Testa Rossa (1958)
- Dino 196/246 S (1959)
- 246 SP (1961)
- 196 SP (1962)
- 268 SP (1962)
- 330 TRI/LM (1962)
- 250 P (1963)
- 250 LM
- 275P - 330P (1964)
- 365 P (1965)
- Dino 166 P (1965)
- Dino 206 P (1965)
- 275 - 330 P2 (1965)
- 330 P3 (1966)
- 330 P4 (1967)
- 212 E (1968)
- 312 P (1969)
- 512 M (1970)
- 312 P (1972)
- 612 Can-Am
- F333 SP (1994)